# Сипатова, Елена Германовна
Еле́на Германовна Сипа́това (род. 7 июня 1955, Люберцы, Московская область), в девичестве Чернышёва — советская и российская легкоатлетка, специалистка по бегу на средние и длинные дистанции, кроссу и марафону. Выступала как элитная спортсменка в 1979—2003 годах, в составе сборной СССР победительница и призёрка европейских и мировых первенств в различных легкоатлетических дисциплинах, рекордсменка мира на дистанциях 5000 и 10 000 метров. Представляла Москву и спортивное общество «Труд». Мастер спорта СССР международного класса (1979).

## Биография
Елена Чернышёва родилась 7 июня 1955 года в городе Люберцы Московской области.
Занималась лёгкой атлетикой в Чебоксарской спортивной школе молодёжи, неоднократно становилась победительницей первенства Чувашии среди юниорок. Окончила Чебоксарский электротехникум связи. Впоследствии проживала в Московской области, представляла Москву и добровольное спортивное общество «Труд». Профессия — слесарь-инструментальщик АЗЛК.
Впервые заявила о себе на международном уровне в сезоне 1979 года, выиграв бронзовую медаль в беге на 3000 метров на Мемориале братьев Знаменских в Каунасе.
В 1980 году вошла в состав советской национальной сборной и побывала на чемпионате мира по кроссу в Париже, откуда привезла награды бронзового и золотого достоинства, выигранные в личном и командном зачётах соответственно.
На чемпионате СССР 1981 года уже под фамилией Сипатова с мировыми рекордами одержала победу в дисциплинах 5000 и 10 000 метров, взяла бронзу на дистанции 3000 метров, была лучшей в беге по пересечённой местности. На кроссовом чемпионате мира в Мадриде вновь выиграла бронзовую медаль в личном первенстве и золотую медаль в командном первенстве. Также отметилась выступлением на Кубке Европы в Загребе, где в беге на 3000 метров стала серебряной призёркой.
В 1982 году выиграла зимний чемпионат СССР по кроссу в Ессентуках в дисциплине 6 км, тогда как на чемпионате мира по кроссу в Риме финишировала седьмой в личном зачёте и в третий раз подряд стала победительницей командного зачёта. На чемпионате Европы в Афинах получила бронзовую награду в беге на 3000 метров, уступив на финише только соотечественнице Светлане Ульмасовой и румынке Маричике Пуйкэ.
В 1983 году в дисциплине 3000 метров победила на зимнем чемпионате Европы в Будапеште. На кроссовом чемпионате мира в Гейтсхеде заняла 21-е место в личном зачёте и стала серебряной призёркой командного зачёта.
На чемпионате мира по бегу по шоссе среди женщин 1985 года в Гейтсхеде финишировала девятой на дистанции 15 км и вместе со своими соотечественницами стала серебряной призёркой командного первенства.
В 1986 году участвовала в [[Чемпионат мира по бегу по пересечённой местности 1986|чемпионате мира по кроссу в Коломбьере, на сей раз заняла 49-е место в личном зачёте и стала седьмой в командном зачёте. Помимо этого, получила бронзу на чемпионате СССР по кроссу в Ессентуках в дисциплине 5 км, принимала участие в чемпионате мира по бегу по шоссе среди женщин в Лиссабоне, где заняла 37-е место в личном зачёте и победила в командном зачёте.
Начиная с 1987 года специализировалась на марафонах, в частности в этом сезоне с результатом 2:32.34 финишировала девятой на чемпионате СССР в Могилёве.
После распада Советского Союза ещё в течение многих лет представляла Россию на различных шоссейных стартах в Европе и США. Так, в 1990-х годах среди прочего выигрывала Стамбульский марафон, Римский марафон, Лилльский марафон, Мальоркский марафон (дважды) и др. Оставалась действующей элитной спортсменкой вплоть до сезона 2003 года.

## Результаты
- в скобках указан возраст

| Год       | 800 м     | 1500 м  | 3000 м     |
| --------- | --------- | ------- | ---------- |
| 1975 (20) | 2.15,1    | 4.37,0  | 9.57,4     |
| 1976 (21) | 2.13,0    | 4.30,2  | 9.54,0     |
| 1977 (22) | 2.10,7    | 4.22,7  | 9.21,3     |
| 1978 (23) | 2.10,0    | 4.17,4  | 9.18,7     |
| 1979 (24) | 2.04,4    | 4.08,5  | 8.44,1     |
| 1980 (25) | 2.02,2 PB | 4.02,5  | 8.33,53 SB |
| 1981 (26) | —         | 4.01,96 | 8.49,90    |

### Соревнования
| Год  | Соревнование             | Город     | Дистанция | Дата     | Результат | Место                | Видео |
| ---- | ------------------------ | --------- | --------- | -------- | --------- | -------------------- | ----- |
| 1980 | Чемпионат мира по кроссу | Париж     | 4820 м    | 9 марта  | 15.52     | III (личный зачёт)   |       |
| 1980 | Чемпионат мира по кроссу | Париж     | 4820 м    | 9 марта  | 15        | I                    |       |
| 1981 | Чемпионат мира по кроссу | Мадрид    | 4,41 км   | 28 марта | 14.22     | III (личный зачёт)   |       |
| 1981 | Чемпионат мира по кроссу | Мадрид    | 4,41 км   | 28 марта | 24        | I                    |       |
| 1982 | Чемпионат мира по кроссу | Рим       | 4,663 км  | 21 марта | 14.51,9   | 7 (личный зачёт)     |       |
| 1982 | Чемпионат мира по кроссу | Рим       | 4,663 км  | 21 марта | 44        | I (командный зачёт)  |       |
| 1983 | Чемпионат мира по кроссу | Гейтсхед  | 4,072 км  | 20 марта | 14.21     | 21 (личный зачёт)    |       |
| 1983 | Чемпионат мира по кроссу | Гейтсхед  | 4,072 км  | 20 марта | 41        | II (командный зачёт) |       |
| 1986 | Чемпионат мира по кроссу | Коломбьер | 4,65 км   | 23 марта | 15.54,9   | 49 (личный зачёт)    |       |
| 1986 | Чемпионат мира по кроссу | Коломбьер | 4,65 км   | 23 марта | 140       | 7 (командный зачёт)  |       |